# 39-й отдельный лыжный батальон
39-й отдельный лыжный батальон — воинская часть вооружённых сил СССР в Великой Отечественной войне.

## История
Батальон формировался с ноября 1941 года в Челябинске.
В действующей армии с 25 декабря 1941 по 14 марта 1942 года.
В декабре 1942 года направлен на Волховский фронт. К началу Любанской операции был придан 24-й стрелковой бригаде. 13 января 1942 года вместе с бригадой форсирует Волхов у деревни Новые Быстрицы и завязывает там бои за плацдарм. 18 января 1942 года был придан 59-й стрелковой бригаде и вошёл в состав оперативной группы генерала Коровникова, вступил в бои под Спасской Полистью.
Во второй половине февраля 1942 года придан 80-й кавалерийской дивизии, введённой в прорыв и, сопровождая её, проследовал к Красной Горке, селу приблизительно в 15 километрах от Любани. С 19 февраля 1942 года в ходе прорыва обороны противника у деревни Красная Горка прикрывает зону прорыва с запада, перекрывая дорогу между деревнями Сустье Полянка и Верховье, в пяти километрах восточнее деревни Глубочка. 26-27 февраля 1942 года вместе с 42-м лыжным батальоном, имея в наличии только 80 человек, попал под удар противника, израсходовал все боеприпасы и был вынужден отступить на восток, что позволило противнику отрезать передовой отряд 13-го кавалерийского корпуса. В середине марта 1942 года отряд из батальона скрытно переправился в тыл противника, но в семи километрах от Чудово был обнаружен и окружён, и почти полностью уничтожен.
14 марта 1942 года был расформирован.

## Подчинение
| Дата            | Фронт (округ)    | Армия             | Корпус | Примечания |
| --------------- | ---------------- | ----------------- | ------ | ---------- |
| 01.01.1942 года | Волховский фронт | 2-я ударная армия | -      | -          |
| 01.02.1942 года | Волховский фронт | 2-я ударная армия | -      | -          |
| 01.03.1942 года | Волховский фронт | 2-я ударная армия | -      | -          |

## Командиры
- лейтенант Подкорытов